# Oskar Weber (Schriftsteller)
Oskar Weber (* 17. Februar 1913 in Salzburg; † 19. August 2001 in München) war ein deutscher Schriftsteller und Radiomacher.

## Leben
Zwischen 1955 und 1985 verantwortete er Bayrisch Herz und Raritätenkastl im Programm Bayern 1. Er verfasste, teilweise mit Olf Fischer, Theaterstücke. Er war Gründungsmitglied der Münchner Turmschreiber.

## Werke (Auswahl)
- um 1940: Fahr’n ma Euer Gnaden (Verfasser)
- 1940: Ballnacht in Wien (Verfasser)
- 1941: Kasperl und die Zaubergeige! (Verfasser)
- 1953: Marianka: ein böhmisches Madl mit blautupfte Kadl
- 1953: Der ledige Hof (Mitwirkender)
- 1954: Die Widerspenstigen (Verfasser)
- 1954: Jede Stunde ist ein Traum (Text)
- 1973: Grüss Gott, Herr Nachbar (Verfasser)
- 1974: Daheim und im Wirtshaus (Herausgeber)
- 1976: Der Brandner Kaspar und das ewig’ Leben (Hörspielfassung des Bayerischen Rundfunks)
- 1977: Karussell im Jahreslauf: Gedichte und Anekdoten (Verfasser)
- 1978: Bairische Raritäten in Vers und Prosa (Herausgeber)
- 1979: Grüss Gott Nachbarsleut: Heiteres in Vers und Prosa (Verfasser)
- 1983: Huididlhui heit waht der Föhn: ein weissblaues Kaleidoskop (Verfasser)
- 1984: Der bayrische Jedermann (Autor)
- 1984: So sans’ – so war’s – so is’: Szenen aus dem bairischen Leben (Verfasser)
- 1988: Weihnachten mit Oskar Weber (Herausgeber)
- 1990: Habe die Ehre, Herr Nachbar: Heiteres in Vers und Prosa (Verfasser)
- 1995: Am Starnberger See und die Würm entlang (Herausgeber)

## Ehrungen
- 1988: Bundesverdienstkreuz am Bande
- Schwabinger Kulturpreis
- München leuchtet
- Bayerischer Poetentaler[1]